# Nicolas Provost
Pour les articles homonymes, voir Provost.
Nicolas Provost, né à Renaix le 11 janvier 1969 , est un réalisateur et artiste plasticien belge.

## Biographie
Nicolas Provost a habité et travaillé à Bruxelles puis en Norvège. Depuis 2013, il réside à New York.
Il est le compagnon du mannequin Hannelore Knuts.

## Filmographie
- 1999 : Need Any Help?
- 2000 : Madonna with Child
- 2001 : Pommes d'amour
- 2002 : I Hate This Town!
- 2002 : Good Afternoon, Gentlemen!
- 2003 : Bataille
- 2003 : Yellow Mellow
- 2004 : Papillon d'amour
- 2004 : Exoticore
- 2004 : Oh Dear...
- 2006 : The Divers
- 2006 : Gravity (vidéo)
- 2006 : Induction
- 2007 : Plot Point
- 2008 : Suspension
- 2010 : Storyteller
- 2010 : Long Live the New Flesh
- 2010 : Stardust
- 2011 : Moving Stories
- 2011 : L'Envahisseur (The Invader)
- 2013 : Tokyo Giants
- 2014 : The Dark Galleries

## Prix et récompenses
- 2013 : Magritte du premier film pour L'Envahisseur
- Festival international du film de Flandre-Gand : Prix Jo Röpke pour le Meilleur jeune réalisateur flamand pour L'Envahisseur
- Festival Cinémas tous écrans de Genève : Reflet d’Or du Meilleur réalisateur pour L'Envahisseur